# Carlton (gebouw)
Het Carlton, ook bekend als WTC Carlton Almere, is een kantoorgebouw in de Nederlandse stad Almere. Het gebouw werd in 2010 opgeleverd en bestaat uit drie aan elkaar geschakelde gebouwen van zes, twaalf en 32 verdiepingen. Met een hoogte van 120 meter hoort het bij de twintig hoogste gebouwen van Nederland en is het het hoogste gebouw van de stad. Met de antenne is het gebouw 141 meter hoog.
Het Carlton is onderdeel van het kantorencomplex L’Hermitage, dat aan de noordzijde van station Almere Centrum ligt.

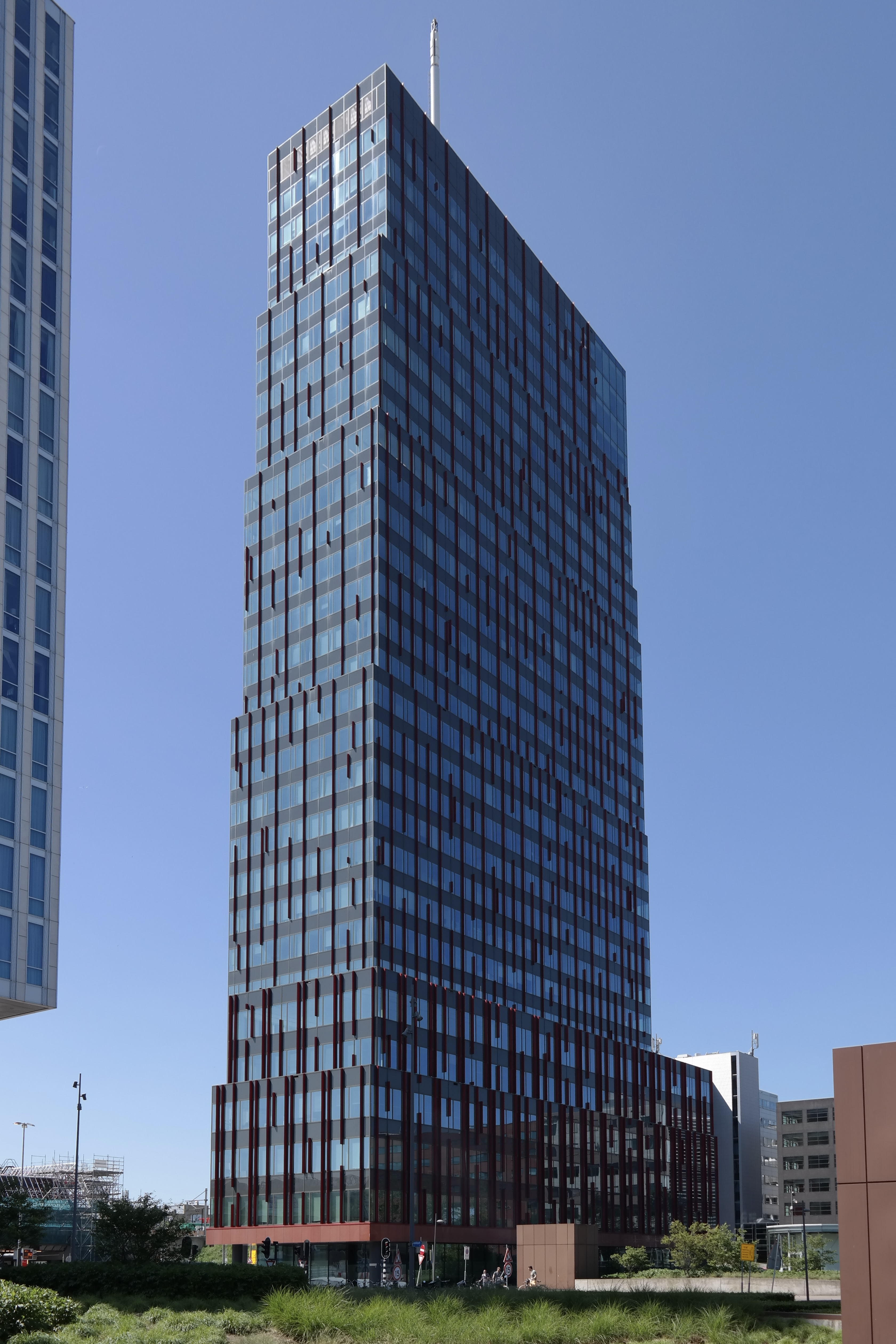
Carlton in 2021

Cooltoren (Rotterdam) · Delftse Poort (Rotterdam) · FIRST (Rotterdam) · Hoftoren (Den Haag) · JuBi-gebouw (Den Haag) · De Kroon (Den Haag) · Maastoren (Rotterdam) · Millenniumtoren (Rotterdam) · Mondriaantoren (Amsterdam) · Montevideo (Rotterdam) · New Babylon (Den Haag)  · New Orleans (Rotterdam) · The Red Apple (Rotterdam) · Rembrandttoren (Amsterdam) · De Rotterdam (Rotterdam) · Het Strijkijzer (Den Haag) · Westpoint (Tilburg) · World Port Center (Rotterdam) · De Zalmhaven (Rotterdam)
Achmeatoren (Leeuwarden) · Alphatoren (Enschede) · Carlton (Almere) · Erasmusgebouw (Nijmegen) · Europees Octrooibureau (Rijswijk) · EWI-gebouw (Delft) · Hondsrugtoren (Emmen) · Innovatoren (Venlo) · Kempkensberg (Groningen) · Niko (Eindhoven) · Provinciehuis ('s-Hertogenbosch) · Rabobank (Utrecht) · Sardijntoren (Vlissingen) · IJsseltoren (Zwolle)